# Highway (banda)
Highway es una banda musical montenegrina de rock cuya influencia proviene de los famosos grupos Arctic Monkeys, Red Hot Chili Peppers, Muse y Kings of Leon. Fue fundada en la ciudad-capital del país, Podgorica y está compuesta por el trío de jóvenes artistas; Petar Tošić como vocalista y como guitarristas y también cantantes de respaldo Marko Pesic y Luka Vojvodić.
Con menos de un año desde su formación, la banda saltó a la fama tanto a nivel nacional como europeo tras concursar en la versión adriática del exitoso concurso de talentos X-Factor, (llamado "X Factor Adria") que es emitido en Serbia (el cual se graba en la ciudad de Belgrado), Montenegro, Macedonia del Norte, Bosnia y Herzegovina y Croacia.
En el concurso televisivo estuvieron en el equipo del cantante y músico Tonči Huljić y finalmente acabaron en cuarto lugar.
Tras su participación en el programa de talentos, sacaron su primer sencillo titulado "Bar na kratko" y con el que consiguieron presentarlo y concursar en famoso festival Sunčane Skale 2015 que se celebró en la ciudad de Herceg Novi y donde les otorgaron el tercer premio en la sección nuevos talentos. También durante esta época siguieron sacando diversos sencillos los cuales incluirán en su primer álbum debut y han estado dando actuaciones por todo el país.
El día 2 de octubre de 2015, el jurado miembro de profesionales del consejo de la cadena pública Radio i Televizija Crne Gore (RTCG) conformado por los conocidos artistas montegrinos: Dragana Tripković, Nada Vučinić, Slaven Knezović y Milorad Sule Jovović, eligieron mediante elección interna nacional a Highway como representantes de Montenegro en el Festival de la Canción de Eurovisión 2016, que se celebrará en Estocolmo, Suecia.

## Miembros
- Petar Tošić (Vocal)
- Marko Pesic (Guitarra y cantante)
- Luka Vojvodić (Guitarra y cantante)